# Pseudoliparis amblystomopsis
Pseudoliparis amblystomopsis é uma espécie de peixe que habita regiões profundas do oceano, tendo sido recolhido na zona hadal, a mais de 7600 m de profundidade, na região norte do Oceano Pacífico.

## Descrição
A espécie Pseudoliparis amblystomopsis foi descoberta durante os trabalhos de exploração do mar profundo realizados no âmbito do Projeto Hadeep, uma parceria entre a Universidade de Aberdeen, na Escócia, e a Universidade de Tóquio, no Japão, com o objetivo de estudar o fundo do mar em busca de criaturas que vivem em águas profundas e por essa via ampliar o conhecimento sobre a biologia no fundo dos oceanos.
Um cardume de P. amblystomopsis foi encontrado em outubro de 2008, por uma equipa de cientistas escoceses e japoneses, a uma profundidade de 7700 m na Fossa do Japão. Estes peixes foram, até dezembro de 2014, os peixes vivos registados a maior profundidade. Este recorde foi entretanto ultrapassado pela filmagem de outro tipo, ainda não identificado, de  Liparidae filmado a uma profundidade de 8145 m.